# Haus Dr. Estrich

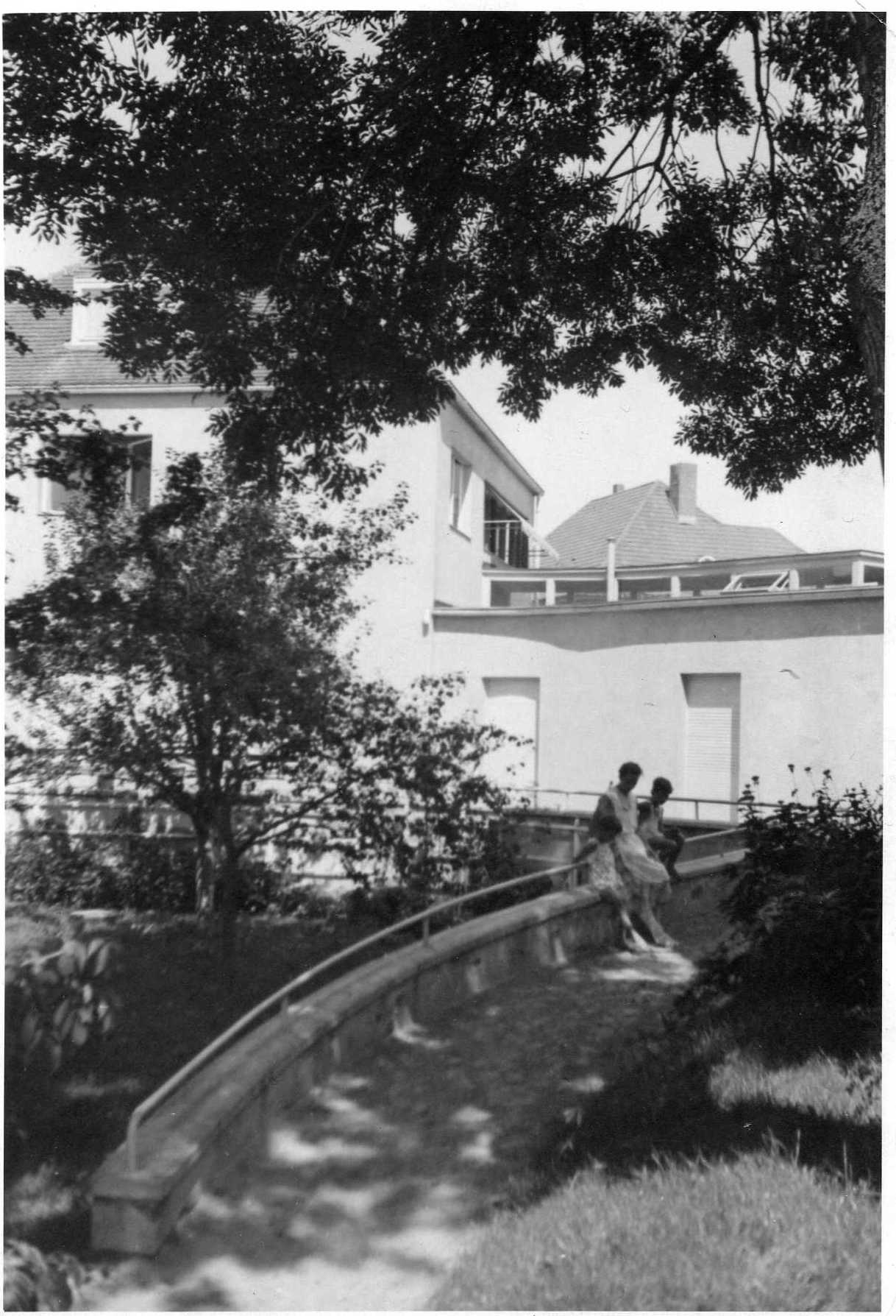
Haus Dr. Estrich, etwa 1932

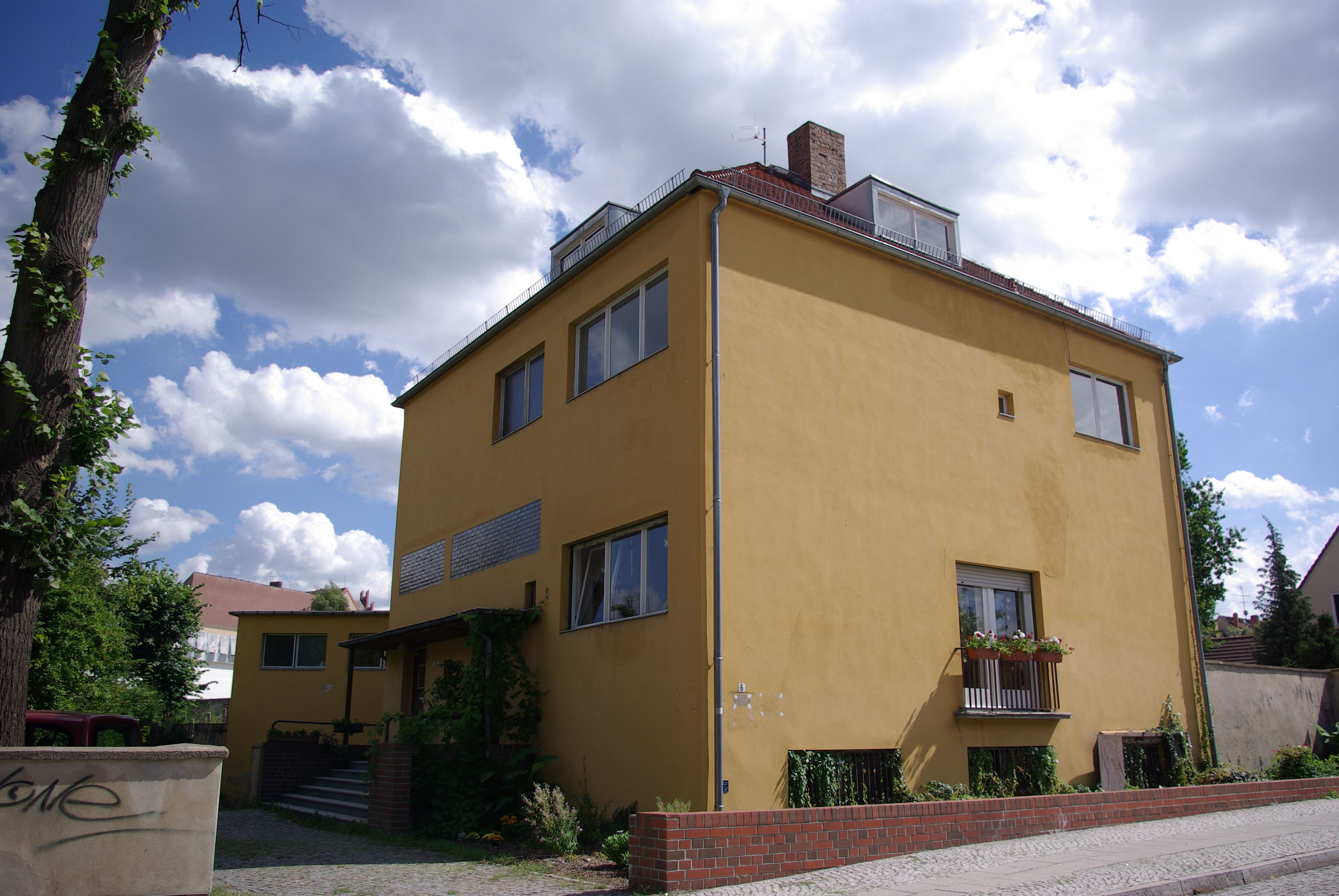
Das Haus im Jahre 2010

Das Haus Dr. Estrich wurde 1929 bis 1930 in Jüterbog (Brandenburg) erbaut. Es wurde von dem Architekten Konrad Wachsmann entworfen und war als Wohnhaus mit Arztpraxis für Emmy und Georg Estrich konzipiert. Das Haus steht im Bleichhag 6 direkt an der historischen Altstadtmauer, in die ein Wehrturm integriert ist. Das Haus ist der Klassischen Moderne zuzuordnen und stellt ein gutes Beispiel dieser Gestaltungsform dar.
Konrad Wachsmann schrieb über sein erstes Werk als freier Architekt: „Der erste Schritt zum eigenen Architekturbüro war ein Haus in Jüterbog. Ich baute dort für einen Arzt Wohnung und Praxis. Dieser Mann hiess Georg Estrich. Er war ein Vegetarier und Sonnenanbeter, liebte Nacktbadestrände und lief auch in den Ordinationsräumen in kurzen Hosen herum. Sein Haus sollte übrigens das einzige Steingebäude bleiben, das ich gebaut habe. Jedenfalls war das der Anfang.“
Das Haus ist ein Ziegelmassivbau und verputzt.
Laut Landesdenkmalliste gehört das Gebäude zu den Baudenkmalen der Stadt.